# Marcel Méchali
Marcel Méchali, né le 10 août 1949, est un biologiste moléculaire, Directeur de recherche au CNRS, spécialiste de l'ADN et sa réplication. Il est responsable de l’équipe de recherche réplication et dynamique du génome à l'Institut de génétique humaine (IGH) du CNRS de Montpellier. Il a été Directeur de cet Institut de 2003 à 2006. Il est également Directeur du Labex EpiGenMed, un réseau de 54 laboratoires de Montpellier.
Les travaux de Marcel Méchali portent sur les mécanismes qui permettent la réplication de notre ADN à chaque division de nos cellules. Il a découvert plusieurs éléments génétiques et épigénétiques qui codent les points de démarrage de la réplication (origines de réplication). Ses travaux proposent un couplage entre réplication et expression des gènes comme un phénomène essentiel du développement embryonnaire et  de l'évolution. Ils ouvrent également de nouvelles perspectives d'investigation des dérèglements des équilibres entre prolifération cellulaire et différenciation aboutissant au cancer. Une contribution majeure de son laboratoire est également la découverte de plusieurs nouveaux gènes de réplication. 
Médaille d'argent du CNRS en 1996, il devient membre de l'Académie des sciences en 2005. Il a reçu le prix de recherche de la Fondation Allianz-Institut de France en 2005 et le Prix René et André Duquesne de la Ligue contre le cancer en 2009. Il est fait chevalier de la Légion d'honneur en 2009 et Chevalier des Palmes Académiques en 2015.